# الهدف (مجلة)
الهدف هي مجلة أسبوعية سياسية وثقافية فلسطينية تصدر في مدينة غزة، فلسطين. تأسست المجلة عام 1969 وكان مقرها الرئيسي في عدة مدن منها بيروت ودمشق. أشرف عليها غسان كنفاني، لتكون الناطقة باسم للجبهة الشعبية لتحرير فلسطين.
اغتيل كنفاني في عام 1972 كنفاني بسيارة مفخخة، وتعرض خليفته في تحرير المجلة بسام أبو شريف إلى اعتداء بطرد مفخخ في مقر المجلة. تم نقل المقر الرئيسي للمجلة إلى دمشق عام 1986، حيث خضعت للرقابة الصارمة من قبل الحكومة السورية.

## روابط خارجية
- أعداد المجلة على موقع بوابة الهدف